# El Cuervo
El Cuervo é um município da Espanha na província de Teruel, comunidade autónoma de Aragão. Tem 20,7 km² de área e em 2021 tinha 74 habitantes (densidade: 3,6 hab./km²).

## Demografia
| Variação demográfica do município entre 1991 e 2004 | Variação demográfica do município entre 1991 e 2004 | Variação demográfica do município entre 1991 e 2004 | Variação demográfica do município entre 1991 e 2004 |
| --------------------------------------------------- | --------------------------------------------------- | --------------------------------------------------- | --------------------------------------------------- |
| 1991                                                | 1996                                                | 2001                                                | 2004                                                |
| 151                                                 | 138                                                 | 115                                                 | 110                                                 |